# Regionalna Dyrekcja Lasów Państwowych w Warszawie
Regionalna Dyrekcja Lasów Państwowych w Warszawie – jedna z 17 Regionalnych Dyrekcji Lasów Państwowych w Polsce. 

## Charakterystyka
RDLP Warszawa obejmuje lasy z województwa mazowieckiego i lubelskiego o powierzchni 190 370 ha. Dzieli się na 14 nadleśnictw: Celestynów, Chojnów, Drewnica, Garwolin, Jabłonna, Łochów, Łuków, Mińsk, Siedlce, Sokołów, Ostrów Mazowiecka, Płońsk, Pułtusk, Wyszków.